# 沃洛奇斯克區

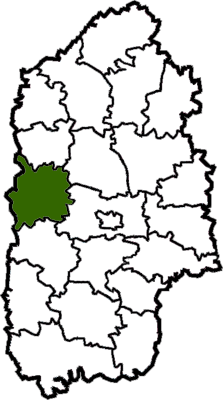
沃洛奇斯克區在赫梅利尼茨基州的位置

沃洛奇斯克區（烏克蘭語：Волочиський район）曾是烏克蘭西部赫梅利尼茨基州的一個區，行政中心設於沃洛奇斯克，面積1,103平方公里，2015年人口51,838，人口密度每平方公里47.0人。
该区在2020年乌克兰行政区划改革中撤销，其范围并入赫梅利尼茨基區。